# Bolusiella zenkeri
Espèce
Synonymes
- Angraecum zenkeri (Kraenzl.) Engl.[1]
- Listrostachys zenkeri Kraenzl.[1]

Bolusiella zenkeri (Kraenzl.) Schltr. est une espèce de plantes épiphytes de la famille des orchidées.

## Étymologie
Son épithète spécifique zenkeri rend hommage au botaniste Georg August Zenker, actif au Kamerun allemand à la fin du XIXe siècle.

## Répartition
On la retrouve en haute et en basse Guinée, au Liberia, au Ghana, au Cameroun, en Guinée équatoriale, au Gabon, en République du Congo.

## Description
Bolusiella zenkeri est une plante épiphyte, à tige non ramifiée de 12-15 mm de long et entre-nœud de 1-4 mm de long. Les feuilles ne sont pas profondément sulcées sur la surface supérieure. Elle vit dans les forêts humides, les forêts secondaires humides et les plantations de cacao. Cette espèce se trouve à une altitude de 100 à 1 000 m.